# Zoboomafoo
Zoboomafoo war eine kanadische-amerikanische Realfilm- und Trickfilmserie von 1999 bis 2001, die Grundschulkindern die Tierwelt zeigen soll. Die Serie wurde von den Kratt-Brüdern (Chris und Martin) entwickelt und zusammen mit einem Sifaka namens Zoboomafoo moderiert. Die Erstausstrahlung erfolgte am 25. Januar 1999 beim TV-Sender PBS. Die Serie besteht aus 65 Folgen, die in zwei Staffeln produziert wurden.

## Handlung
Jede Folge beginnt immer damit, dass die Kratt-Brüder Zoboomafoo rufen und der Lemur aus dem Dschungel durch das Fenster von Animal Junction springt (ein einzigartiger Ort, an dem wilde Tiere zu Besuch kommen und spielen können). Chris und Martin geben Zoboomafoo eine Frucht und er beginnt zu reden. Sodann interagieren sowohl die Kratt-Brüder als auch „Zoboo“ mit den Tieren und beschreiben, was sie sind, was sie sie mögen und zeigen ihre detaillierteren Eigenschaften durch verschiedene musikalisch untermalte Segmente.
Es folgt der Hauptabschnitt der Episode, in dem jeweils ein Tier beschrieben wird, das Zoboomafoo auf dem Weg zu Animal Junction sah. Während er das Tier beschreibt, erklingt ein Lied mit dem Titel „Wer könnte es sein?“, während ein Cartoon die Eigenschaften des „geheimnisvollen Tieres“ zeigt. Am Ende des Liedes versuchen Chris und Martin, das Tier zu erraten, das Zoboo beschrieben hat. Das Geheimnis wird gelüftet, wenn das mysteriöse Tier bei Animal Junction ankommt.
Jede Episode befasst sich mit einem bestimmten Thema, beispielsweise Tierbabys, gruseligen Tieren oder der Bedeutung des Spielens. Die Ankunft des „geheimnisvollen Tieres“, das normalerweise als Ausstellungsstück dient, führt Zoboo, Chris und Martin zu einem Gespräch über das Tier. Mindestens einmal in jeder Episode (zweimal in den meisten Episoden) sagt Zoboo, dass ihn ein Ereignis in Animal Junction an sein Zuhause in Zobooland erinnert. Er erzählt dann Geschichten über seine besten Freunde in Zobooland; Narchi, Gooble, Sensit, Wiggy Waxwing, Green Puppy, Slimantha, Noggin Drill, Snow Lemur, Baby Zoboomafooasaurus und Mama Zoboomafooasaurus, Buggly, Fibby, Emily und Cy.
Nach der ersten Zobooland-Geschichte erhalten Zoboo, Chris und Martin einen Brief von Tierschützer Jackie (in der ersten Staffel) oder Amy (in der zweiten Staffel), der den Kindern zeigt, wie sie den Tieren helfen können. Dies führt Chris und Martin dazu, Kreaturen zu besuchen, die mit dem Thema zu tun haben. Dies beginnt immer mit dem von Zoboo gesungenen Lied „Let's Go to the Closet“. Am Ende jeder Episode verabschieden sich Zoboo und die Kratt-Brüder mit dem Lied „My Animal Friend“, einem Lied, das erklärt, warum Tiere mit jedem befreundet sind, obwohl es sich um unterschiedliche Arten handelt. Schließlich verwandelt sich Zoboo wieder in einen normalen Lemuren und kehrt in seine Heimat Madagaskar zurück. Chris und Martin verlassen auch Animal Junction, um das Thema des Tages besser zu veranschaulichen, und reisen in eine Region, oft in Indien oder Afrika, um die dortigen Tiere zu besuchen.

## Hintergrund
Für alle animierten Szenen des Lemuren Zoboomafoo wurde eine Puppe verwendet, während für die natürlichen Aufnahmen eines normalen Lemuren der zahme Lemur Jovian eingesetzt wurde. Als das Tier 2014 mit 20 Jahren verstarb, löste dies große Trauer bei seinen Anhängern aus, die ihn in aus der Serie kannten und für die er somit ein Teil ihrer Kindheit war.
Das in jeder Folge beschriebene Tier wird von Zoboomafoo als „Mangatsika!“ bezeichnet. Dieses madagassisches Wort bedeutet „kalt“ und wird in der Serie als Synonym für „cool“ verwendet.
Animal Junction ist eine große Hütte im Wald in der die Brüder Chris und Martin Kratt leben, wird aber nur durch Studioaufnahmen realisiert.

## Auszeichnungen
Zoboomafoo erhielt 2001 den Emmy für herausragende Regie in einer Kinderserie, den Parents Choice Award im Frühjahr 2001 und auch die Silbermedaille im Herbst 2000.